# Jan Solomon Minheimer
Jan Solomon Minheimer (ur. 13 września 1808 Warszawie, zm. tamże w marcu 1879) – polski artysta medalier, rysownik, rytownik i wytwórca wyrobów galanterii metalowej żydowskiego pochodzenia. 

## Biografia
Syn Samuela Minheimera i Rozalii z d. Österreicher. Wnuk Abrahama Minheimera, znanego pieczęciarza i grawera. Był spokrewniony z kompozytorem Adamem Münchheimerem.
Został pierwszym etatowym rytownikiem nowopowstałego Banku Polskiego, a następnie jego naczelnym sztycharzem. W 1829 roku powierzono mu zaprojektowanie nowych polskich banknotów, które weszły do obiegu 1 maja 1830 roku, jednak jego projekty zostały wykorzystane jedynie częściowo. Był autorem projektu banknotu powstania listopadowego o nominale 1 złotego wprowadzonego do obiegu w 1831 roku oraz zatwierdzonego, lecz niewyemitowanego banknotu dwuzłotowego. Minheimer sporządził także kamienie litograficzne przeznaczone do druku tychże banknotów. Banknot jednozłotowy z 1831 roku był pierwszym polskim pieniądzem papierowym, na którym widniała sygnatura projektanta. 
Od 1852 roku po zakończeniu pracy dla Banku Polskiego prowadził własną pracownię medalierską. W 1857 roku założył pierwszą drzeworytnię oraz szkołę drzeworytu w Warszawie. Jego nakładem ukazał się Atlas 300 portretów w drzeworytach zasłużonych w narodzie Polaków i Polek autorstwa Władysława Bakałowicza i Kazimierza Górnickiego. Był również pierwszym wydawcą i prawdopodobnie inicjatorem powstania pisma „Przyjaciel Dzieci”, którego siedziba mieściła się w jego pracowni. Wydawcą tygodnika pozostał do końca 1864 roku, w którym to za wyrób biżuterii patriotycznej został skazany na zesłanie, którego udało mu się uniknąć. 
Jego dzieła były wystawiane przez Towarzystwo Przyjaciół Sztuk Pięknych w Krakowie oraz Towarzystwo Zachęty Sztuk Pięknych w Warszawie.

## Wybrane dzieła medalierskie
- Medal upamiętniający 50-lecie służby Iwana Fiodorowicza Paskiewicza, 1850 r.[13];
- Medalion z portretem Feliksa Łubieńskiego, 1852 r.[14];
- Medal z okazji otwarcia Akademii Medyczno-Chirurgicznej w Warszawie, 1857 r.[15];
- Medal upamiętniający 60-lecie służby Fiodora Fiodorowicza Berga, 1872 r.[16].